# سیارک ۷۸۸۷
سیارک ۷۸۸۷ (به انگلیسی: 7887 Bratfest، نامگذاری:1993SU2) هفت هزار و هشتصد و هشتاد و هفتمین سیارک کشف شده‌است که در ۱۸ سپتامبر ۱۹۹۳ کشف شد.
قدر مطلق سیارک برابر ۵۳.۶ است.